# Luddros
Luddros (Rosa sherardii) är en rosväxtart som beskrevs av Hugh Davies. Enligt Catalogue of Life ingår Luddros i släktet rosor och familjen rosväxter, men enligt Dyntaxa är tillhörigheten istället släktet rosor och familjen rosväxter. Enligt den finländska rödlistan är arten starkt hotad i Finland. Arten är reproducerande i Sverige. Artens livsmiljö är hagmarker och lövängar.

## Underarter
Arten delas in i följande underarter:
- R. s. typica
- R. s. pseudomollis
- R. s. uncinata
- R. s. omissa
- R. s. resinosoides
- R. s. woodsiana
- R. s. suberecta
- R. s. eminens
- R. s. cinerascens
- R. s. umbelliflora
- R. s. sherardii
- R. s. pseudofarinosa
- R. s. calvissima
- R. s. collivaga
- R. s. umbelliflora
- R. s. danica

## Bildgalleri

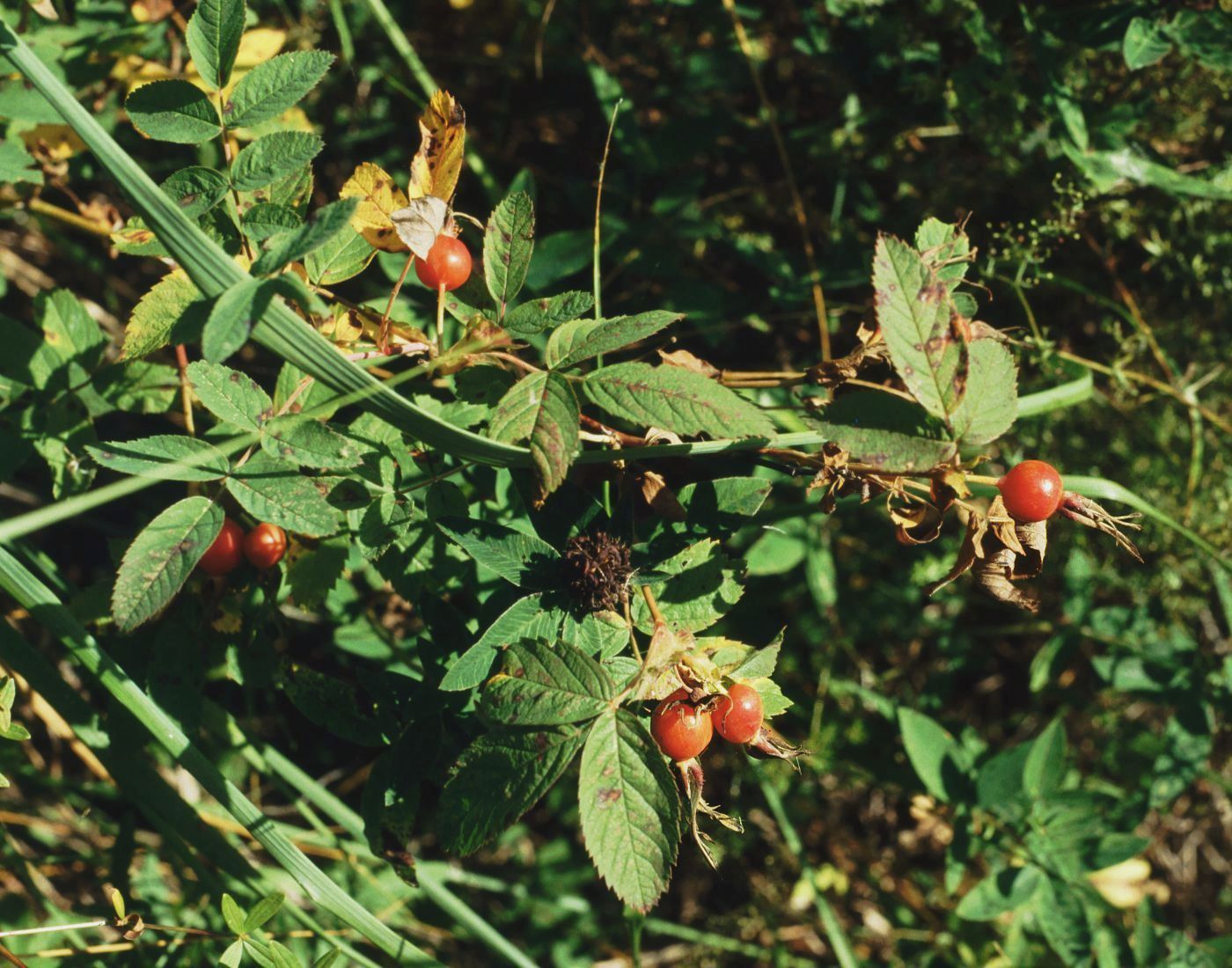